# AC Liguria
AC Liguria was een Italiaanse voetbalclub uit Genua en speelde 5 seizoenen in de Serie A.

## Geschiedenis

### FBC Liguria
De club werd in 1930 opgericht als een fusie tussen AC La Dominante en Corniglianese. La Dominante was zelf al een fusieclub uit 1927 tussen Sampierdarenese en Andrea Doria. De fusie was niet populair bij de fans. Na de derde plaats van La Dominante in de Serie B moest de club promoveren, maar ze eindigden allerlaatste en de fusie was een complete mislukking. De fusie werd dan ook ontbonden en niet enkel Corniglianese ging opnieuw zijn eigen weg, ook Sampierdarenese en Andrea Doria werden heropgericht. 

### AC Liguria
In 1937 werd een nieuwe fusie opgelegd om Liguria te doen herleven. AC Sampierdarenese fuseerde opnieuw met Corniglianese en nu ook Rivarolese, beiden actief in de Serie C. In het eerste seizoen in de Serie A werd de club gedeeld 11de met Livorno Calcio (er speelden toen 16 clubs in de Serie A). Het volgende seizoen ging een stuk beter met een zesde plaats en evenveel punten als AS Roma en SSC Napoli. Na een voorlaatste plaats in 1939/40 degradeerde de club naar de Serie B. Daar werd Liguria met één punt voorsprong op Modena FC kampioen. Bij de terugkeer in Serie A werd de club 11de en na een laatste plaats in 1942/43 volgde een nieuwe degradatie.
Door de oorlog was er in 1943/44 een oorlogskampioenschap en daarin werd Liguria al in de kwalificatie uitgeschakeld. Na de Tweede Wereldoorlog werd de club opgeheven en ging weer verder als Sampierdarenese voor één seizoen, daarna zou de club fuseren met SG Andrea Doria om zo het huidige Sampdoria te vormen.